# Out of the Silence
Out of the Silence ist ein von Lloyd B. Norlin für den Musicalfilm All-American Co-Ed aus dem Jahr 1941 komponierter und getexteter Song. Im Film trägt die Hauptdarstellerin Frances Langford ihn während einer geheimen Probe der Mädchen eines Colleges vor, wozu die Mädchen einen Hintergrundchor bilden. Der Song erzählt davon, dass aus der Stille Töne kommen, sich ausbreiten und ein Gefühl der Zufriedenheit auslösen, vor allem wenn ein geliebter Mensch in der Nähe sei und der Ärger verschwinde, denn aus der Stille komme der Klang deiner Stimme und bringe das Herz vor Freude zum Jauchzen.
1942 war Out of the Silence in der Kategorie „Bester Song“ für einen Oscar nominiert. Die Auszeichnung ging jedoch an Jerome Kern und Oscar Hammerstein II für ihr Lied The Last Time I Saw Paris aus dem Musicalfilm Lady Be Good.